# Tefé (microregio)
Tefé is een van de dertien microregio's van de Braziliaanse deelstaat Amazonas. Zij ligt in de mesoregio Centro Amazonense en grenst aan de mesoregio's Norte Amazonense in het noordoosten en noorden, Sudoeste Amazonense in het westen en Sul Amazonense in het zuiden en de microregio Coari in het oosten. De microregio heeft een oppervlakte van ca. 39.862 km². Midden 2004 werd het inwoneraantal geschat op 95.856.
Drie gemeenten behoren tot deze microregio:
- Alvarães
- Tefé
- Uarini

Mesoregio's: Centro Amazonense · Norte Amazonense · Sudoeste Amazonense · Sul Amazonense

Microregio's: Alto Solimões · Boca do Acre · Coari · Itacoatiara · Japurá · Juruá · Madeira · Manaus · Parintins · Purus · Rio Negro · Rio Preto da Eva · Tefé